# Juan González de Mendoza
Pour les articles homonymes, voir Mendoza.
Juan González de Mendoza (né à Torrecilla en Cameros en 1545 et mort le 14 février 1618) est un prêtre espagnol, auteur de la première description de la Chine depuis le Livre des Merveilles de Marco Polo.

## Biographie
Il s'engagea d'abord dans l'armée mais démissionna au bout d'un an pour entrer dans l'ordre des Augustins. En 1580 le roi d'Espagne Philippe II l'envoya comme ambassadeur en Chine mais son voyage s'arrêta dans la vice-royauté du Mexique où trois années durant, attendant l'autorisation du vice-roi pour continuer son voyage, il compila toutes sortes d'informations sur la politique, le commerce et les coutumes du pays. Son ouvrage intitulé « Histoire des faits mémorables, des rites et coutumes du grand royaume de Chine » (Historia de las cosas más notables, ritos y costumbres del gran reyno de la China), publié d'abord à Rome en 1585 puis à Madrid en 1586, dans une édition revue et corrigée par l'auteur lui-même, est une compilation des informations contenues dans d'autres livres et manuscrits, essentiellement espagnols et portugais. L'ouvrage, traduit en français, latin, allemand, italien, anglais, néerlandais, devient un best-seller chez tous les lettrés d'Europe. Par la suite, il passa deux années en Nouvelle Espagne avant de retourner en Espagne. Les dernières années de sa vie, il exerça la charge d'archevêque des Îles Lipari, du Chiapas et de Popayán, où il mourut 1618.

## Œuvre
L'édition en anglais du livre de Juan Gonzalez de Mendoza a été réimprimée par the Hakluyt Society au XIXe siècle sous le titre :
- Robert Parke (trad.); G.T. Staunton (éd.) (1853–1854). « The History of the Great and Mighty Kingdom of China and the Situation Thereof : Compiled by J. Gonzalez de Mendoza, and Now Reprinted from the Early Translation of R. Parke » (Hakluyt Society; 1st Series, n° 14). Londres: Hakluyt Society.